# Carmen Baroja

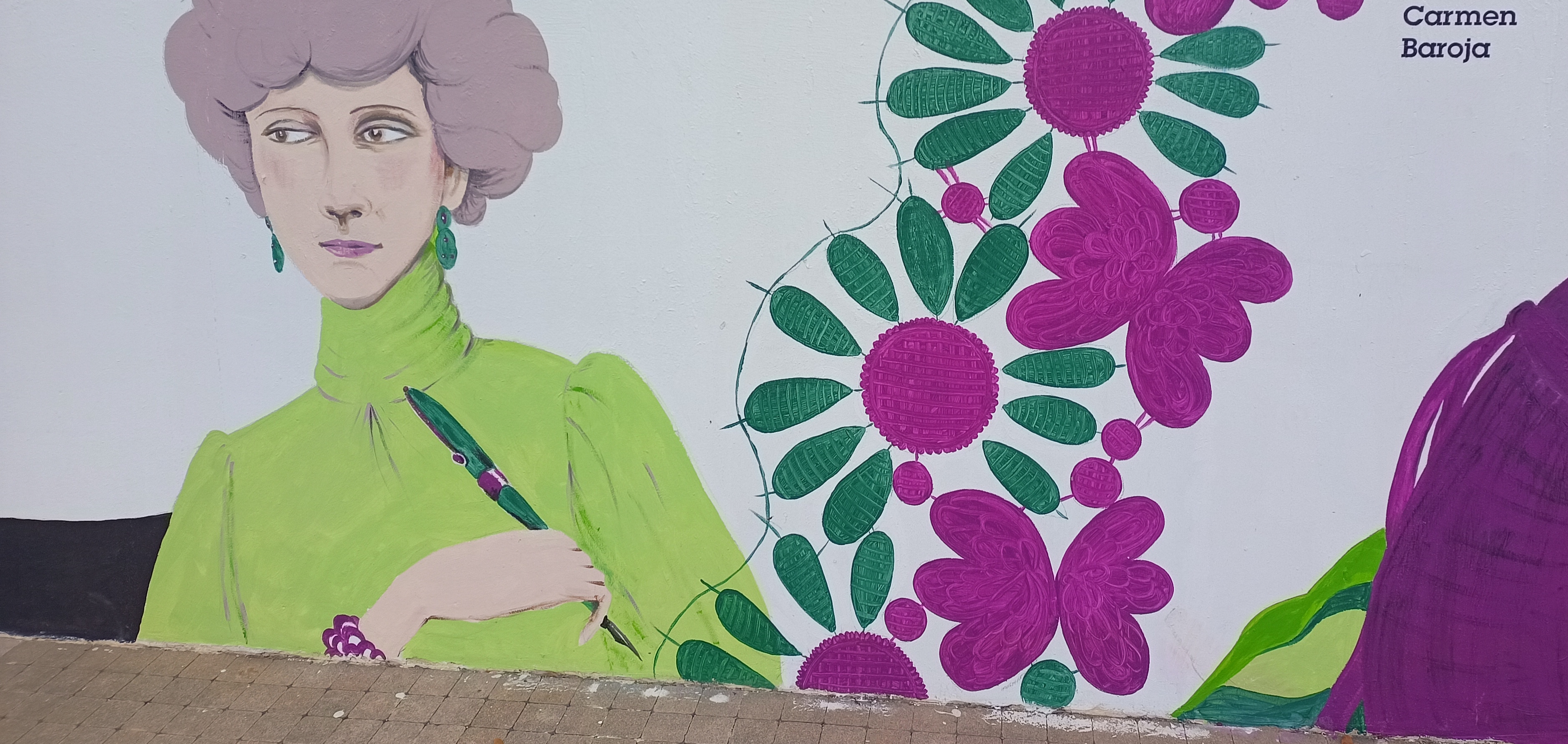
Wandgemälde „Carmen Baroja“ im Parque de las Pioneras, Pamplona

Carmen Baroja y Nessi (* 10. Dezember 1883 in Pamplona; † 4. Juni 1950 in Madrid), auch bekannt unter ihrem Pseudonym Vera de Alzate, war eine spanische Intellektuelle, Schriftstellerin und Goldschmiedin. Sie war Teil der Generación del 98, eine der Gründerinnen der Frauenvereinigung Lyceum Club Femenino und Förderin des unabhängigen Kammertheaters El mirlo blanco in Madrid. Baroja war Teil einer Intellektuellen- und Künstlerfamilie: ihre beiden Brüder Pío und Ricardo Baroja waren Schriftsteller, ihre Schwägerin Carmen Monné war Malerin, ihr Sohn Julio Caro Baroja war Anthropologe und ihr Sohn Pío Caro Baroja war Filmregisseur und Schriftsteller.

## Leben
Baroja war die Tochter von Carmen Nessi Goñi, die italienischer Abstammung war, und Serafín Baroja Zornoza, einem Bergbauingenieur. Aufgrund der wechselnden beruflichen Verpflichtungen ihres Vaters verbrachte Carmen Baroja den Großteil ihrer Kindheit und Jugend in Städten wie Pamplona, Valencia (wo sie zwischen 1891 und 1894 zur Schule ging), Burjassot, Cestona und dann San Sebastián. Baroja hatte drei Brüder namens Darío, Ricardo und Pío Baroja. 1998 ging die Familie nach Madrid.
Zusammen mit ihrem Bruder Pío unternahm sie mindestens zwei Studienreisen nach England und Frankreich. Im Jahr 1906 reiste sie mit ihrem Bruder Pío nach Paris, um dort sechs Monate zu verbringen. Dort lernte sie intellektuelle Frauen kennen und kehrte mit der Überzeugung zurück, dass sie sich als Künstlerin und unabhängige Frau verwirklichen wollte. Sie begann mit autodidaktischen Projekten im Bereich des künstlerischen Ausdrucks und der Goldschmiedekunst, einem Bereich, in dem sie sich erfolgreich verwirklichen konnte und in dem sie 1908 auf der Exposiciones Nacionales de orfebrería (Nationalausstellung für Schöne Künste) ausgezeichnet wurde.
Im Jahr 1913 heiratete sie Rafael Caro Raggio, einen Postangestellten und Verleger. Das Paar hatte vier Kinder: Julio, Pío, Ricardo und Carmen, wobei die jüngeren beiden in frühem Alter starben.
Sie beteiligte sich 1926 an der von María de Maeztu vorangetriebenen Gründung eines Frauenclubs nach britischem Vorbild, dem Lyceum Club Femenino. An dessen erster Sitzung nahmen einhundertfünfzehn Gründungsmitglieder teil. Der Club war ein Treffpunkt für einige der einflussreichsten Frauen der damaligen Zeit: Victoria Kent, Elena Fortún, Concha Méndez, María Teresa León, Zenobia Camprubí oder Clara Campoamor. Baroja führte den Vorsitz in der Sektion für plastische und industrielle Kunst.
1926 gründete sie zusammen mit der Malerin Carmen Monné El mirlo blanco („Die weiße Amsel“), ein avantgardistisches Kammertheater, das im heimischen Salon begann und in das die Brüder und Freundinnen eingebunden wurden.
Im Jahr 1933 veröffentlichte sie ein Buch über spanischen Schmuck, El encaje en España, dem weitere künstlerische Reflexionen und Kurzromane folgten. Die Regierung der Republik berief sie über das Bildungsministerium in den Exekutivausschuss des Kuratoriums des Museo del Prado.

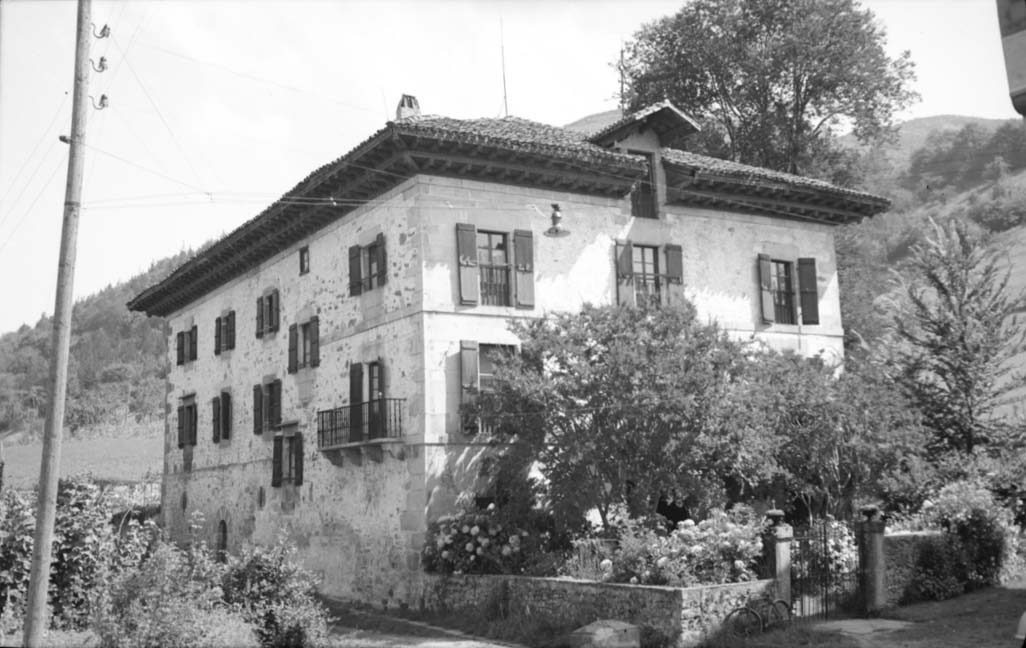
Itzea, Haus der Familie in Vera de Bidasoa in Navarra, Fotografie 1961

Während des Bürgerkriegs flüchtete sie mit den Kindern in ihr Haus Itzea in Vera de Bidasoa in Navarra. Der Krieg trennte sie von ihrem Mann, der in Madrid in seiner Druckerei lebte, aber alles verlor und in seinen alten Beruf bei der Post zurückkehren musste, um zu überleben.
Zwischen 1943 und 1946 schrieb sie ihre Memoiren mit dem Titel Recuerdos de una mujer del 98 („Erinnerungen einer Frau von '98“) und verfilmte Werke ihres Bruders Pío, wie z. B. Las noches del Buen Retiro.
Nach dem Krieg kehrte sie nach Madrid zurück und nahm eine Arbeit am Museo del Pueblo Español, das von ihrem Sohn geleitet wurde, und als Lehrerin an der Escuela de Artes y Oficios (Kunstgewerbeschule) auf. Durch eine Zusammenarbeit mit der Zeitung La Nación in Buenos Aires kehrte sie auch zum Schreiben zurück.
Sie starb am 4. Juni 1950 in Madrid nach einer schweren Krankheit und zwei Operationen an Darmkrebs.

## Werk
Einige ihrer Gedichte wurden in dem Buch Tres Barojas. Poemas (1995) veröffentlicht. Sie war auch Autorin von Kindergeschichten wie Martinito el de la casa grande (1942). Zu ihren volkskundlichen Büchern gehören neben El encaje en España das unveröffentlichte Buch Joyas populares y amuletos (1949). Am bekanntesten sind wohl die kürzlich von Amparo Hurtado Díaz 1998 veröffentlichten Memoiren Recuerdos de una mujer de la generación del 98, in denen mehrere Mitglieder der Generación del 98 und andere Persönlichkeiten aus Kultur und Kunst zu Wort kommen, darunter Carmen de Burgos, Consuelo Álvarez Pool, Regina de Lamo, Blanca de los Ríos oder Belén de Sárraga.